# Lawrence Terry
Lawrence Terry (Concord, 12 de abril de 1946) es un deportista estadounidense que compitió en remo. Participó en dos Juegos Olímpicos de Verano en los años 1968 y 1972, obteniendo una medalla de plata en Múnich 1972 en la prueba de ocho con timonel.

## Palmarés internacional
| Juegos Olímpicos | Juegos Olímpicos | Juegos Olímpicos | Juegos Olímpicos |
| Año              | Lugar            | Medalla          | Prueba           |
| ---------------- | ---------------- | ---------------- | ---------------- |
| 1972             | Múnich (RFA)     | Medalla de plata | Ocho con timonel |